# Basjkirostan op het Türkvizyonsongfestival
De Russische deelrepubliek Basjkirostan neemt sinds de eerste editie in 2013 deel aan het Türkvizyonsongfestival. De deelrepubliek heeft in totaal 3 keer deelgenomen aan het festival.

## Geschiedenis

### 2013
Basjkirostan was een van de 25 deelnemende landen en regio's aan het eerste Türkvizyonsongfestival in 2013. Als een van de weinige regio's organiseerde de omroep, toen nog KTV, een selectie om te bepalen welke artiest naar het festival mocht gaan. De preselectie vond plaats op 16 november in Oefa. De avond werd verstoord omdat er brand uitbrak in het gebouw. Alle 1.000 aanwezigen werden geëvacueerd en de nationale finale werd uitgesteld. Uiteindelijk vond  de preselectie plaats op 5 december. 17 artiesten namen deel. Diana Isjniazova kon de professionele jury het meest overtuigen met haar lied Koeraj şarkısı, waardoor zij de eer kreeg om Basjkirostan te vertegenwoordigen. 
In Turkije moest elke deelnemer eerst aantreden in de halve finale, waarbij Basjkirostan als derde aan de beurt was. Bij het bekendmaken van de finalisten bleek dat Isjniazova zich niet had weten plaatsen voor de finale. De resultaten van de halve finale werden nooit bekend gemaakt.

### 2014
Dat Basjkirostan ook in 2014 zou deelnemen aan het festival stond al lang vast. Ook ditmaal organiseerde de omroep een finale om te bepalen wie de deelrepubliek zou vertegenwoordigen. In die preselectie namen 9 kandidaten het tegen elkaar op. De band Zaman wist de jury het meest te overtuigen. Zodoende mocht de band Basjkirostan vertegenwoordigen in Kazan. 
Op het festival moesten alle inzendingen aantreden in een halve finale waarvan enkel de beste vijftien doorgingen naar de finale. In die halve finale kwam Basjkirostan als 17de aan de beurt, na Bosnië en Herzegovina en voor Bulgarije. Met 193 punten eindigde Zaman op de vierde plaats en kwalificeerden ze zich ruimschoots voor de finale. Daarin trad de band als zesde aan. Zaman kreeg ditmaal 199 punten, goed voor de derde plaats. Dit is tot op heden de beste prestatie voor Basjkirostan op het festival.

### 2015
Ook voor de editie in 2015 meldde Basjkirostan zich aan. De organisatie van de Basjkierse deelname verschoof van KTV naar Tugan Tel TV. Ook deze omroep organiseerde een finale om te bepalen welke artiest naar het festival mocht gaan. De Basjkierse jury selecteerde Ziliya Bakhtiyeva. Vanwege de ruzie tussen Rusland en Turkije eind 2015 vroeg de Russische regering aan de Russisch deelnemende gebieden om af te zien van deelname aan het festival. Hierop besloot de Basjkierse omroep om toch niet deel te nemen.

### 2016
Voor de editie in 2016 besloot de omroep om opnieuw deel te nemen aan het festival. Ziliya Bakhtiyeva werd opnieuw aangewezen om de Russische deelrepubliek te vertegenwoordigen. Bakhtiyeva maakte meteen bekend dat ze niet zou deelnemen met haar winnende nummer uit 2015, maar met een ander lied: Donya mathur. Begin december werd het festival echter verplaatst naar maart 2017. Uiteindelijk werd ook deze datum verschoven naar september 2017 en nadien geannuleerd.

### 2020
Bij de heropstart van het festival in 2020 was Basjkirostan opnieuw van de partij. De Basjkierse omroep Tugan Tel TV besloot om de inzending intern te kiezen. De keuze viel opnieuw op Ziliya Bakhtiyeva, die na de geannuleerde editie van 2016 dus opnieuw de kans kreeg om Basjkirostan te vertegenwoordigen. Omwille van de coronapandemie vond het festival online plaats en moesten alle deelnemers hun inzending op voorhand opnemen. Bakhtiyeva kwam als derde aan de beurt en sloot de avond af op de 17de plaats, van de 26 deelnemers.

## Basjkierse deelnames
| Jaar | Artiest           | Titel          | Fin. | Ptn. | Semi | Ptn. | Taal      |
| ---- | ----------------- | -------------- | ---- | ---- | ---- | ---- | --------- |
| 2013 | Diana Isjniazova  | Koeraj şarkısı | X    | X    | -    | -    | Basjkiers |
| 2014 | Zaman             | Koebair        | 3    | 199  | 4    | 193  | Basjkiers |
| 2020 | Ziliya Bakhtiyeva | Halkyma        | 17   | 174  |      |      | Basjkiers |

| Kleur | Betekenis      |
| ----- | -------------- |
|       | Eerste plaats  |
|       | Tweede plaats  |
|       | Derde plaats   |
|       | Laatste plaats |
|       | Gastland       |